# 俞熙雯
俞熙雯（1997年5月27日—），出生于江苏苏州。因担任2019年《五四的鲜花——全国大中学生文艺汇演》学生主持人和参加《中央广播电视总台2019主持人大赛》而被观众广为熟知。现为苏州广播电视总台全媒体编辑中心主持人、记者。

## 简介
俞熙雯小学、初中、高中分别就读于苏州市三元实验小学、苏州市胥江实验中学、苏州市第六中学（苏州艺术高级中学校）。她从小练过舞蹈、学过古筝，为后来从事主持事业奠定了基础。
2015年，俞熙雯考入浙江传媒学院播音与主持艺术专业本科班，并于2019年6月毕业。就读浙江传媒学院期间，曾经参与过“未来金话筒”、“中央人民广播电台大学生主持人大赛”、“北京大学生电影节大学生主持人大赛”等专业比赛，曾经在大二时创下“半年参加12场比赛”的参赛纪录。此外，她亦加入了浙江传媒学院大学生话剧团、大学生朗诵团，主持过众多校内外的晚会活动，如浙江传媒学院迎新晚会、浙江传媒学院优秀师生荣誉盛典、中国国际动漫节声优大赛、中国教育电视台2018全国校园跨年晚会等。
2019年5月，俞熙雯担任《五四的鲜花——全国大中学生文艺汇演》学生主持人，和任鲁豫、尼格买提、李思思等人合作主持，俞熙雯的名字开始被观众所熟知。俞熙雯成为该年《五月的鲜花》的两位学生主持人之一（另一位是王俊凯）。同年，她从浙江传媒学院毕业，回到家乡苏州，加入苏州广播电视总台，开始在苏州台的主持生涯。
2019年9月，入台不到3个月的俞熙雯参加《中央广播电视总台2019主持人大赛》，最终获得文艺类全国第9名。

## 获奖与提名
- 第五届“未来金话筒”全国大学生主持人大赛季军[4]
- 第24届北京大学生电影节大学生主持人大赛第4名[2]
- 第四届中央人民广播电台大学生主持人大赛浙江赛区20强